# Ла-Вож-ле-Бен
Ла-Вож-ле-Бен (фр. La Vôge-les-Bains) — муніципалітет у Франції, у регіоні Гранд-Ест, департамент Вогези. Ла-Вож-ле-Бен утворено 1 січня 2017 року шляхом злиття муніципалітетів Бен-ле-Бен, Арсо i Отмуже. Адміністративним центром муніципалітету є Бен-ле-Бен. Населення — 1572 особи (01.01.2021).